# Wesley Mann
Pour les articles homonymes, voir Mann.
Wesley Mann est un acteur américain né en 1959 aux États-Unis.

## Filmographie
- 1988 : J'ai épousé une extra-terrestre (My Stepmother Is an Alien) : Grady
- 1989 : Mais qui est Harry Crumb ? (Who's Harry Crumb?) de Paul Flaherty : Tim
- 1989 : Chattahoochee : Flic n°1
- 1989 : Retour vers le futur II (Back to the Future Part II) : CPR Kid ('Wallet Guy')
- 1991 : Parker Lewis can't lose (Parker Lewis ne perd jamais), saison 1, épisode 20: le représentant de la banque.
- 1991 : Parker Lewis can't lose (Parker Lewis ne perd jamais), saison 1, épisode 24: le représentant de la banque (crédit man).
- 1991 : Adventures in Wonderland (série TV) : Caterpillar
- 1991 : Los Angeles Story (L.A. Story) : Tony, l'employé de la station-service
- 1994 : The Shadow : Bellboy
- 1995 : Angus : M. Kessler
- 1997 : Critics and Other Freaks : Tourette's Patron
- 1997 : Every Dog Has Its Day : Jail Keep
- 1997 : Academy Boyz : Chaplain Sloan
- 1999 : But I'm a Cheerleader : Lloyd Morgan-Gordon
- 1999 : Hugh Hefner et l'empire playboy (Hefner: Unauthorized) (TV) : Le savant fou
- 2000 : Les Aventures de Rocky et Bullwinkle (The Adventures of Rocky & Bullwinkle) de Des McAnuff : Clerk
- 2001 : Mon copain Mac héros des étoiles (Race to Space) : Rudolph
- 2002 : Slackers de Dewey Nicks (en) : Male Executive
- 2003 : Grand Theft Parsons (en) de David Caffrey (en) : Docteur